# Myingyan
Myingyan est une ville de Birmanie centrale située dans la Région de Mandalay. En 2002, Myingyan avait une population de 123 700 habitants et son district 580 000.
Elle est située sur la rive orientale de l'Irrawaddy, au sud de Mandalay. La région est plate, surtout vers le nord et le long du fleuve. Vers l'intérieur, elle s'élève graduellement jusqu'au Mont Popa, un ancien volcan au Sud-Est.
Le climat est sec, avec des vents chauds de mars à septembre. Les précipitations annuelles moyennes sont d'environ 900 mm. Les températures varient entre 20 et 41 °C. On cultive le millet, le sésame, le coton, le maïs, le riz et de nombreuses légumineuses.
Myingyan se trouve sur la ligne ferroviaire entre Rangoon et Mandalay et permet une correspondance vers Thazi.

## Histoire
Avant 1948, Myingyan faisait partie de la division de Meiktila, en Haute-Birmanie britannique.